# Takamitsu Ōta
Takamitsu Ōta (太田 貴光 Ōta Takamitsu?,  nacido el 19 de julio de 1970 en Shizuoka) es un exfutbolista japonés. Jugaba de centrocampista y su último club fue el Jatco TT de Japón.

## Trayectoria

### Clubes
| Club              | País  | Año         |
| ----------------- | ----- | ----------- |
| Fujitsu           | Japón | 1989 - 1990 |
| Toyota Motors     | Japón | 1990 - 1992 |
| Shimizu S-Pulse   | Japón | 1992 - 1995 |
| Consadole Sapporo | Japón | 1996 - 1998 |
| Jatco TT          | Japón | 1999 - 2001 |